# 森下桂吉
森下 桂吉（もりした けいきち、1957年4月11日 - ）は、元テレビ朝日のアナウンサー。

## 来歴・人物
愛知県立半田高等学校、早稲田大学を卒業し、1982年入社（同期は朝岡聡）。早稲田大学在学中はアナウンス研究会に属していた。アナウンス研究会の同期にNHKの栗田晴行やフジテレビの向坂樹興、1年先輩に元フジテレビの山中秀樹がいる。
入社以来一貫してスポーツアナウンサーとしてマイクの前におり、1980年代後半からはテレビ朝日のゴルフ中継と言えば森下と言われるほどの存在となる。
2008年から開催される日本ゴルフツアーのレクサス選手権ではゴルフ中継初解説となる尾崎直道とコンビを組んだ。翌週の東京国際女子マラソンではこれまた初解説となる高橋尚子とコンビを組んだ。
2017年4月に還暦を迎えたが、定年に関する発表は特になされず、以後もテレビ朝日でスポーツアナウンサーとしての活動を続けている。
2023年のJLPGAツアーチャンピオンシップリコーカップにおいて、DAZN及びU-NEXT向けの公式ライブ配信の実況を担当。

## 現在の出演番組
- スポーツ中継各種

## 過去の出演番組
- 熱闘甲子園（1988年）
- シドニーオリンピック（女子マラソン中継を担当、高橋尚子の金メダルを伝える）
- アテネオリンピック（競泳で金メダル3個を伝える）
- 徳光&史朗の暴走おやじアナ（徳光和夫に「ゴルフ中継日本一!」と言われていた）
- スーパーベースボール（1980年代にも「ゴールデンナイター」で実況・リポートを担当）
- 北京オリンピック（競泳予選実況）
- ちい散歩（「ちい散歩くらぶ 昭和の風景」のナレーションを一度だけ担当）